# 陈默
陈默（1922年4月1日—）湖南南县人，原名陈天育，笔名丁南、葛畅。中共党员。

## 生平
1941年参加革命，历任中共地下党领导的演剧九队队员，重庆九经中学教员，上海棚户民校教导主任，上海华东文工二团秘书，上海人民艺术剧院办公室主任，中国人民大学外交系调干生毕业，后留任北京外交学院教师，《文艺报》编委、编辑部主任，人民文学出版社戏剧编辑室副主任，中国戏剧出版社总编辑、社长。

## 著作
著有戏剧电影评论集《风云雷电谱雄歌》。